# Ignatia Jorth
Ignatia Jorth (* 31. Juli 1780 in Schlettstadt; † 25. Januar 1845 in München) war eine katholische Ordensgründerin.

## Leben
Ignatia Jorth entstammte einer Schifferfamilie und war die Tochter von Ignace Jorth (* 5. Februar 1755 in Schlettstadt; † 27. März 1823) und dessen Ehefrau Anne Marie (geb. Bauer) († 4. November 1784); sie erhielt den Taufnamen Katharina Jorth und später den Ordensnamen Ignatia.
Sie erhielt ihre Ausbildung zur Krankenschwester im Mutterhaus der Straßburger Genossenschaft der Töchter der christlichen Liebe vom heiligen Vinzenz von Paul in Zabern. Sie wurde im April 1808 eingekleidet und am 13. November 1809 legte sie ihre Profess ab. Zwei Jahre später wurde sie 1811 Oberin im Bürgerspital in Hagenau und 1823 im Straßburger Bürgerspital. Sie war auch Novizenmeisterin und Generalassistentin der Generaloberin Vinzenz Sultzer und hatte hierdurch Erfahrungen in der Leitung des Ordens.
Da König Ludwig I. von Bayern daran interessiert war, dass die Barmherzigen Schwestern das seit 1813 bestehende Allgemeine Krankenhaus in München leiten sollten und weil eine Schwester Unterstützung beim Aufbau benötigte, wurde sie, gemeinsam mit Apollonia Schmitt, von ihrem Orden auf Bitten des Königs nach München geschickt. Dort trafen sie nach einer sechstägigen Reise mit der Extrapost am 10. März 1832 ein. Am 22. Oktober 1832 wurde sie vom König in einer Audienz persönlich empfangen.
Ignatia Jorth übernahm in München die, ausgenommen die medizinische, Leitung des Krankenhauses, das zu seiner Zeit in medizinischer, baulicher und technischer Hinsicht eines der modernsten in Europa war. Ganz im Gegensatz dazu stand die Krankenpflege, denn das Pflegepersonal war ohne jegliche Ausbildung, die hygienischen Zustände miserabel, die Zuwendung zu den Kranken ungenügend. Apollonia Schmitt übernahm daraufhin die Ausbildung der Schwestern.
In kurzer Zeit führte Ignatia Jorth verschiedene Verbesserungen ein, unter anderem ein neues Waschhaus, Infektionsschutz und Reinlichkeit, erließ eine strengere Besucherregelung und setzte besseres und warmes Essen durch. Sie ließ auf eigene Kosten einen Holzstall für zwei Schweine bauen, die mit den Küchenabfällen des Krankenhauses gefüttert wurden. Nach dem Verkauf der beiden Schweine bezahlte sie den Stall und schaffte eine Kuh an. Sie baute nach und nach die Landwirtschaft weiter aus und 1837 bestand die Ökonomie aus einem Kuhstall für acht Kühe und drei Schweinställen für zwanzig Schweine. Um die Versorgung mit eigenem frischen Obst sicherzustellen, bat sie den König persönlich um die Überlassung von Obstbäumen aus der königlichen Baumschule für den Krankenhausgarten.
Um das krankenpflegerische Niveau zu steigern, schützte sie ihre Schwestern durch Arbeitsregelungen vor Überbelastung, die zum Beispiel eine Stundenbegrenzung für den Nachtdienst und eine Dienstordnung für die Verordnungspraxis der Ärzte umfassten.
Ihre erste schwere Bewährungsprobe bestand sie während der Choleraepidemie 1836.
Sie setzte sich dafür ein, dass die Statuten genehmigt wurden, um so als eigene Rechtspersönlichkeit am 10. Juni 1834 als Gemeinschaft der Barmherzigen Schwestern vom hl. Vinzenz von Paul kirchenrechtlich durch das Münchner Ordinariat anerkannt zu werden; gleichzeitig wurde sie Generaloberin. Als Superior unterstützte sie anfangs Michael Rädlinger († 1833), und nach dessen frühem Tod, Michael Hauber (1778–1843). Die staatliche Anerkennung durch Ludwig I. erfolgte erst am 30. Mai 1835, nachdem sie sich persönlich an den König gewandt hatte, da die geforderten Auflagen der Behörden für sie unerfüllbar waren. Die genehmigten Statuten bestimmten die Münchner Niederlassung zum Mutterhaus für Bayern und berechtigten dieses auch zur Gründung von Filialen in weiteren Städten.
Nach der Anerkennung ging sie daran, ein Mutterhaus für die Schwestern neben dem Krankenhaus erbauen zu lassen. Dieses Ersuchen wurde mit Unterstützung des Königs umgesetzt, und nach Sicherstellung der Finanzierung erfolgte am 13. Mai 1837 die Grundsteinlegung und am 29. September 1839 die Einweihung des Mutterhauses.
Weil sich der Ruf der Barmherzigen Schwestern, die sich neben der Krankenpflege auch der Betreuung alter Menschen und kleiner Kinder annahmen, schnell herumsprach, wünschten viele Stadtmagistrate die Schwestern für ihre sozialen Einrichtungen. So sandte Schwester Ignatia ihre Mitschwestern in verschiedene Orte in Bayern und später auch nach Österreich. Die Kongregation zählte zum Zeitpunkt ihres Todes 156 Schwestern in 16 Niederlassungen.
Sie setzte sich auch für die Gründung eines Vinzenzvereins ein. Am 17. Mai 1845 wurde die erste deutsche Vinzenzkonferenz gegründet und am selben Tag erteilte König Ludwig I. die Erlaubnis zur Gründung eines Vereins zur Unterstützung der Armen unter dem Namen Gesellschaft des hl. Vinzenz von Paul.
An ihrer Beisetzung auf dem Alten Südlichen Friedhof in München nahmen unter anderem der bayerische Innenminister Karl von Abel und der Regierungspräsident Joseph Hörmann von Hörbach teil.
Ihr Beichtvater, Michael Sintzel (1804–1889), verfasste auch ihren Nachruf.

## Ehrungen und Auszeichnungen
Zu Ehren von Ignatia Jorth wurde 1962 in Trudering-Riem in München der Jorthweg nach ihr benannt.
Einen Gedenkhinweis zu ihr gibt es auf dem Waldfriedhof in München.
Kardinal Reinhard Marx würdigte 2020 ihr Lebenswerk anlässlich ihres 175. Todestages.